# Ataenius gascoyneensis
Ataenius gascoyneensis är en skalbaggsart som beskrevs av Zdzisława Stebnicka och Henry Fuller Howden 1997. Ataenius gascoyneensis ingår i släktet Ataenius och familjen Aphodiidae. Inga underarter finns listade.